# Падангсидемпуан
Падангсидемпуан (индон. Padang Sidempuan) — город в Индонезии, расположенный на территории провинции Северная Суматра. Территория города выделена в самостоятельную административную единицу — муниципалитет.

## Географическое положение
Город находится в южной части провинции, на северо-западе центральной части острова Суматра, на высоте 310 метров над уровнем моря.

Падангсидемпуан расположен на расстоянии приблизительно 247 километров к юго-юго-востоку (SSE) от Медана, административного центра провинции.

## Население
По данным официальной переписи 2010 года, население составляло 136 275 человек.
Динамика численности населения города по годам:
| 1990   | 2000   | 2005    | 2010    | 2012    |
| ------ | ------ | ------- | ------- | ------- |
| 91 153 | 97 505 | 129 489 | 136 275 | 143 454 |